# خالد العجران
خالد عجران حسين العجران مواليد دولة الكويت (1934)، نائب سابق في مجلس الامة الكويتي.

## حياته السياسية
شارك في انتخابات مجلس الأمة الكويتي عام 1971 كمستقل) وفاز بالعضوية عن الدائرة العاشرة - الأحمدي وحصل على (1168) صوت وحصل علي المركز الأول، وفاز بالانتخابات، كما شارك بانتخابات مجلس الامة الكويتي عام 1975 وحصل على (2142) صوت وحصل علي المركز الأول وفاز، وفاز أيضا بالانتخابات، عام 1981 وحصل على (503) صوت وحصل علي المركز الأول، كما كانت اخر مشاركاته له بالمجلس هي انتخابات مجلس الامة الكويتي عام 1985 وحصل علي (103) صوت وفاز بالانتخابات، عمل قبل دخوله المعترك السياسي في وزارة الداخلية حيث كان من خريجي كلية الشرطة وتخرج برتبة ملازم.